# West Honiara Football Club
O West Honiara Football Club é um clube de futebol salomonense com sede na cidade de Honiara. Foi fundado no ano de 2015.
O clube estreou na temporada 2015–16 da primeira divisão como o primeiro representante de sempre da área oeste de Honiara, e também com a intenção de poder revelar jogadores dessa área pelo clube.